# Okinawicius
Genre
Synonymes
- Nepalicius Prószyński, 2016

Okinawicius est un genre d'araignées aranéomorphes de la famille des Salticidae.

## Distribution
Les espèces de ce genre se rencontrent en Asie et en Éthiopie.

## Liste des espèces
Selon World Spider Catalog (version 25.5, 19/01/2025) :
- Okinawicius daitaricus (Prószyński, 1992)
- Okinawicius daoxianensis (Peng, Gong & Kim, 2000)
- Okinawicius delesserti (Caporiacco, 1941)
- Okinawicius modestus (Simon, 1885)
- Okinawicius nepalicus (Andreeva, Hęciak & Prószyński, 1984)
- Okinawicius okinawaensis (Prószyński, 1992)
- Okinawicius seychellensis (Wanless, 1984)
- Okinawicius sheherezadae (Prószyński, 1989)
- Okinawicius shirinae (Prószyński, 1989)
- Okinawicius sindbadi (Prószyński, 1989)
- Okinawicius tekdi Tripathi & Kulkarni, 2024
- Okinawicius tokaraensis (Bohdanowicz & Prószyński, 1987)

## Systématique et taxinomie
Ce genre a été décrit par Prószyński en 2016 dans les Salticidae.
Nepalicius a été placé en synonymie par Wang, Mi, Li et Xu en 2024.

## Publication originale
- Prószyński, 2016 : « Delimitation and description of 19 new genera, a subgenus and a species of Salticidae (Araneae) of the world. » Ecologica Montenegrina, vol. 7, p. 4-32 (texte intégral).